# Cornelis de Graeff (1671-1719)
Cornelis de Graeff (Amsterdam, 23 augustus 1671 - Ilpendam, Slot Ilpenstein 16 februari 1719) was een telg uit het geslacht De Graeff.

## Biografie
Hij was de oudste zoon van Pieter de Graeff en Jacoba Bicker, zijn broer was Johan de Graeff, die zijn vader opvolgde als vrijheer van Zuid-Polsbroek. Cornelis' peetoom was zijn achterneef Johan de Witt, en zijn peettante was zijn grootmoeder Catharina Hooft. Na zijn vaders overlijden volgde hij hem op als heer van Purmerland en Ilpendam. De Graeff studeerde rechten te Leiden en werd kanunnik van het kapittel van St.-Pieter te Utrecht. De Graeff bleef ongehuwd. Hij stond sedert zijn vaders dood in 1707 onder curatele van Jacobus de Fremery, en stierf op zijn kasteel Ilpenstein op 16 februari 1719. Zijn opvolger als heer van Purmerland en Ilpendam werd zijn neef Gerrit. Cornelis is begraven in de Oude kerk te Amsterdam, in het Sint Cornelis-koor, in het familiegraf van het geslacht De Graeff.
De Graeff was onder meer eigenaar van Rembrandts schilderij Jacob zegent de zonen van Jozef, van Frans Hals' schilderij van Catharina Hooft, en van Rembrandts Portret van Andries de Graeff. In 1710 verwierf hij een kopie van Rembrandts ‘De Nachtwacht’. Omstreeks 1712 verkocht De Graeffs curator Jacobus de Fremery het stuk aan Pieter van der Lip. Rembrandtkenner Abraham Bredius vermoedde dat een tweede kopie van ‘De Nachtwacht’, geschilderd door Gerrit Lundens, naar Cornelis de Graeff was gegaan; hetgeen juist is gebleken. Een schilderij (naar Lundens) was ook aanwezig bij Pieter de Graeff, naar de bekende tekening in het album van Frans Banninck Cocq. Dit album is sinds 1678 bezit van de familie De Graeff.